# Amador Fuentes
Amador Fuentes Mares (León de Los Aldama; 30 de abril de 1943) es un exfutbolista mexicano que jugaba de delantero. Jugó toda su carrera con el León, entre 1958 y 1973.

## Palmarés

### Títulos nacionales
| Título               | Equipo | País   | Año     |
| -------------------- | ------ | ------ | ------- |
| Copa México          | León   | México | 1966-67 |
| Copa México          | León   | México | 1970-71 |
| Campeón de Campeones | León   | México | 1970-71 |
| Copa México          | León   | México | 1971-72 |
| Campeón de Campeones | León   | México | 1971-72 |